# Ромашовка (Тернопольская область)
Ромашовка (укр. Ромашівка) — село в Белобожницкой сельской общине Чортковского района Тернопольской области Украины.
Население по переписи 2001 года составляло 701 человек. Почтовый индекс — 48509. Телефонный код — 3552.